# Batalla de Hogwarts
La Batalla de Hogwarts es una batalla ficticia narrada en el séptimo libro de la serie de novelas de Harry Potter, Harry Potter y las Reliquias de la Muerte, de J. K. Rowling y presentada cinematográficamente en la segunda película con el nombre homónimo.

## Historia
Ocurrida entre el 2 y el 3 de mayo de 1998, la Batalla de Hogwarts puso fin a la Segunda Guerra Mágica; fue el conflicto más importante y mortífero en la historia del mundo mágico, librada en el Colegio Hogwarts de Magia y Hechicería. La batalla estuvo lidiada por lord Voldemort, quien en su afán por asesinar a Harry Potter, desatara la batalla la noche del 2 de mayo de 1998, atacando con ayuda de sus secuaces, los Mortífagos, a todo el Colegio Hogwarts.
Fue una agotante y cruel batalla que costó muchas vidas y una destrucción considerable del Colegio. En la batalla participó la mayor parte del alumnado (la casa Slytherin fue evacuada antes del inicio) y del profesorado del Colegio Hogwarts, además de la Orden del Fénix, familiares de los alumnos, y personajes secundarios como Viktor Krum y Fleur Delacour; en el otro lado combatió lord Voldemort con sus Mortífagos. Muchas criaturas mágicas se unieron a la batalla: del lado de Voldemort, acromántulas, dementores y gigantes; del lado de la escuela, centauros, el hipogrifo Buckbeak, thestrals y elfos domésticos (entre ellos Kreacher).
Al final de la batalla pudo ser derrotado de una vez por todas el mago más tenebroso de todos los tiempos, lord Voldemort. Y esto fue posible, por un lado debido a que todos sus Horrocruxes (partes de su alma) ya habían sido destruidos; y por el otro, a que, en el intento de asesinar a Harry Potter, fue el propio mago tenebroso el que murió, porque la poderosa varita que portaba (la Varita de Saúco, que había robado de la tumba de Albus Dumbleodore) se negó a obedecerle.
En esta batalla participaron las tres Reliquias de la Muerte: la ya aludida Varita de Saúco (la varita más poderosa del mundo), la Piedra de la Resurrección (capaz de revivir a seres amados) y la Capa de Invisibilidad (capaz de esconder a quien se la ponga tanto de todos como de la misma muerte). Tras la batalla, Harry hizo lo posible para que las dos primeras reliquias, las más peligrosas, desaparecieran.
Como decíamos, en el episodio final de la batalla -ya con todos los mortífagos muertos o derrotados-, Voldemort intentó matar a Harry Potter usando la Varita de Saúco, ignorando que éste era el dueño legítimo de la varita. Harry obtuvo la lealtad del preciado objeto tras desarmar a Draco Malfoy en la mansión Malfoy, cuando fue hecho prisionero y llevado allí junto a sus amigos. Draco a su vez había tomado posesión de ella -aunque nunca la tuvo en sus manos- tras desarmar a Dumbledore poco antes de la muerte del anciano en Harry Potter y el misterio del príncipe). En el clímax de la batalla, pues, la maldición asesina que Tom Riddle lanzó contra Harry terminó rebotándole y matándolo, debido a que la varita reconoció a su dueño y se negó a matarlo. El destino final de la varita fue de nuevo la tumba de Albus Dumbledore, adonde Harry la devuelve calculando que, si muere sin ser nunca derrotado, el objeto perderá su enorme poder. En la versión cinematográfica, Harry parte la varita en dos y la arroja a un precipicio en las afueras del Colegio Hogwarts.
Harry usa la Piedra de la Resurrección (que había recibido de Dumbledore en su testamento) para invocar a los espíritus de James y Lily Potter, sus padres, al de su padrino Sirius Black, y al del recientemente fallecido Remus Lupin. Quería que le acompañaran y le diesen valor hasta el momento en que se entrega voluntariamente a Voldemort para ser asesinado. Después de hablar con ellos tira la piedra en el Bosque Prohibido, y por ende, la piedra queda extraviada. Curiosamente, este sacrificio voluntario de Harry por el colegio -fracasado, porque Voldemort había usado sangre del adolescente en el rito en que recuperó su cuerpo- sirvió de protección a Hogwarts, del mismo modo que el sacrificio de Lily había protegido a Harry.
La Capa de Invisibilidad fue la única Reliquia que pervivió después de la batalla, porque era de propiedad directa de Harry, recibida por herencia de su padre James a través de Dumbledore. El objeto pertenecía a la familia Potter por herencia de uno de los hermanos Peverell, que fueron los dueños originales de las Reliquias. En la versión cinematográfica no se da ninguna explicación sobre por qué la piedra de la resurrección y la capa de invisibilad estaban en manos, respectivamente, de la familia materna de Voldemort (los Gaunt) y de la familia paterna de Harry.

## Principales muertes
En total hubo 89 muertes entre estudiantes, mortífagos, aurores y profesores de Hogwarts, esto mencionado por la misma J. K. Rowling. Se destacan los siguientes decesos:
| Muerto(a)           | Asesinado(a) por               | Causa de muerte                                                                                | Lugar de muerte          |
| ------------------- | ------------------------------ | ---------------------------------------------------------------------------------------------- | ------------------------ |
| Lord Voldemort      | Harry Potter (personaje)       | Maldición asesina                                                                              | Gran comedor             |
| Bellatrix Lestrange | Molly Weasley°                 | Encantamiento dado en el corazón                                                               | Gran comedor             |
| Severus Snape       | Nagini                         | Envenenamiento a causa de mordida en el cuello                                                 | La Casa de los Gritos    |
| Nagini              | Neville Longbottom             | Decapitada con la Espada de Godric Gryffindor                                                  | Patio de Hogwarts        |
| Fred Weasley        | Augustus Rookwood              | Una explosión                                                                                  | Patio de Hogwarts        |
| Nymphadora Tonks    | Bellatrix Lestrange            | Una maldición asesina                                                                          | Patio de Hogwarts        |
| Remus Lupin         | Antonin Dolohov                | Una explosión                                                                                  | Patio de Hogwarts        |
| Vincent Crabbe      | Muerto por su propia maldición | Una maldición de fuego demoníaco ejecutada por el mismo, cayó a las llamas y murió carbonizado | Sala de los Menesteres   |
| Colin Creevey       | Desconocido                    | Desconocido                                                                                    | Cuarto piso del castillo |
| Antonin Dolohov     | Filius Flitwick                | Maldición asesina                                                                              | Gran comedor             |

### Muertes en la versión fílmica
En la versión fílmica, dado que hubo cambios, hubo además otros fallecidos:
| Muerto(a)      | Asesinado(a) por                 | Causa de muerte                                                                                             | Lugar de muerte         |
| -------------- | -------------------------------- | --- | ----------------------- |
| Lavender Brown | Fenrir Greyback                  | Dentelladas                                                                                                 | Patio de Hogwarts       |
| Gregory Goyle  | Una maldición de fuego demoniaco | Muerto por su propia maldición (reemplazó el lugar de Vicent Crabbe), cayó a las llamas y murió carbonizado | Sala de los Menesteres. |

- Datos: Q1251278